# نویموهل/لشتر
نویموهل/لشتر (به آلمانی: Neumühle/Elster) یک شهر در آلمان است که در تورینگن واقع شده‌است. نویموهل/لشتر ۴۴۲ نفر جمعیت دارد.